# Несавесно лечење
Несавесно лечење је кривично дело несавесног пружања лекарске помоћи које је на приближно исти начин дефинисано у кривичном законодавству већине земаља света. Односи се како на радњу извршења овог кривичног дела, тако и на извршиоце. Као несавесно лечења сматра се свака неадекватно пружена лекарска помоћ из нехата или умишљаја након које могу проистећи последице (наступање тешких телесних повреда, нарушавање здравља, погоршање постојеће болести, или наступање смрти једног или више лица).
Када је у питању ово кривично дело није увек могуће одвојити кривичну од грађанско правне, односно имовинске одговорности лекара за погоршање здравственог стања пацијента коме је указана медицинска помоћ. Посебно и због тога што штета настала погоршањем здравственог стања не мора бити или није увек последица чињење, тј. погрешних поступака лекара, него и нечињења, односно пропуштања одређене радње или поступка који је лекар или друго медицинско лице било дужно да предузме, али је или то одбило или је неку радњу предузело, али неблаговремено.
Због несавесног лечења лекари, и остало медицинско особље, могу бити подвргнути четворострукој одговорности: кривичној, грађанској, дисциплинској и етичкој.

## Историја
Медицинска грешка повезана је са вештином дијагностиковања и стара је колико и сама медицина. Прва сазнања о несавесном лечењу датирају још из времена Старог вавилонског царства, које свој пуни развој достиже у време Хамурабија (1792. п. н. е—1750. п. н. е.), када је донет први писани закон робовласничког друштва – „Хамурабијев закон“, у коме су између осталог у параграфу 218 до 220, били регулисани хонарари хирурга за лечење, али и тешке казне за неуспех.
| „ | ...„Ко повреди неког у тучи мора платити лекара... Лекар који излечи преломљени уд треба добити пет сребрњака... Ако лекар неког оперише ножем нека добије десет сребрњака, а ако је пацијент роб нека његов господар плати лекару пет сребрњака ...Ако пацијент умре кривицом лекара или изгуби око треба лекару одрезати обе руке... Ако је болесник био роб лекар га мора надокнадити другим робом.“ | ” |

Вавилонци су како би побољшали квалитет лечења, али и смањили број грешака, увели и неке основне принципе медицине као што су дијагноза, прогноза, физикални преглед, рецепти. Осим тога, Дијагностички приручник из тог доба увео је методе терапије и етиологије и коришћење емпиризма, логике и рационалности у дијагнози, прогнози и терапији.
Сазнања о несавесном лечењу постојала су и у време Хипократа када су лекарима била позната могућа нежељена дејства лечења. У једанаестом делу пете књиге о епидемијама, коју је, поред Хипократа, заправо написало неколико људи са различитим ставовима, стоји; „помоћи али без повреда“ (или у оригиналу на - грч. Ofeleein i mi vlaptein). Овај израз, по неким историчарима медицине, инспирисао је Галена да изрекне познату латинску изреку - лат. Primum non nocere).
У старом Риму постојала је одговорност лекара за смрт пацијента под условом да је она настала као последица стручне грешке, јер су Римљани сматрали да је неумешност равна немарности. Појам лекарске грешке у Римском праву је био широк и обухватао је: неискуство, неопрезност, и неуказивање медицинске помоћи.
У раном Хришћанству, неуспело лечење је кажњавано смрћу и конфискацијом имовине лекара.
У царској Русији, у руском Казненом законику из 1885., за очигледне и озбиљне лекарске прропусте у лечењу била је прописана забрана бављења лекарском праксом, а за смрт болесника и узроковање значајнијег оштећења његовог здравља – захтевано је црквено покајање.
Појам стручне лекарске грешке у литератури се први пут појављује средином 19. века када је у породилиштима широм Европе владала је, породиљска грозница. Пренос патогених бактерија из обдукционих сала у болничка породилишта грешком су вршили лекари који нису мењали одећу и прали руке, што је имало за последицу висок морталитет трудница породиљском сепсом (или породиљском грозницом). Ову јатрогену болест и њеног узрочника идентификовао је Игнасио Фелипе Семелвајс, који је и увео у медицинску праксу једноставан метод дезинфекције, прање руку дезинфицијентним средством, и тиме спасао безброј живота породиља, а лекаре од лекарске грешке.
Од тренутка појављивања појама несавесно или нестручно лечење оно постаје поље спорења медицинске и правне науке. Суштина проблема је била у дилеми: да ли садржину појма чине и објективни и субјективни елементи, да ли појам “несавесно лечење” обухвата само кршење правила медицинске науке и праксе или и непридржавање, или кршење правила о пажљивом поступању.

## Учесталост и трошкови изазавани несавесним лечењем
Како до 1984. нема поузданих података, из релативно ретких записа из само неколико држава у САД процењује се да је између 44.000 и 98.000 болесника, годишње умрло у болницама због несавесног лечења.
Према новијим подацима из Центра за контролу и превенцију болести у САД тренутно 75.000 пацијената годишње умре у болницама само од последица инфекција, а у 181 захтева за накнаду штете због погрешне дијагнозе и лечења амбулантних болесника у Сједињеним Државама, у 59% случајева дошло је до озбиљних последица, а у 30% до смрти.
Као најчешћи узроци несавесног лечења у САД наводе се:
- Најачешће се ради о комбинација три различите грешке.
- У 43% случајева лекарску грешку изазвало је најмање 2 лекара.
- У 55% случајева није спроведена одговарајуча дихјагностичка процесу
- У 17% случајева, није одређен датум контроле на 45%,
- У 22% случајева пацијенти су били оптужени за лошу сарадњу
- У 15% случајева пацијенти су имали атипичне симптоме, а у 10% историја болести је била сложена.[9]

На основу једне студије, која укључује и податке засноване на најновијим доказима о несавесној болничкој нези др Џон Џејмс процењује да је било око 400.000 непотребних смртних случајева годишње само у Америчким болницама, што је нешто мање од једне четвртине болесника који су лечени на одељењима интензивне неге. У свим другим облицима здравствене заштите бројеви су и већи.
Друга студија констатује да је код око 1,14 милион од 37 милиона болнички лечених пацијента, током 2000 и 2002 у току лечења настала медицинска грешка. Болничким трошкови изазвани несавесним лечење процењени су на 324 милиона америчких долара у октобру 2008 само.
Између 15.000 и 19.000 пријава због несавесног лечења, само у САД, подноси се против лекара сваке године.

## Здравље и лекарска помоћ
Здравље је друштвена категорија која је значајна како са аспекта појединца тако и са становишта друштва. Зато се оно мора штитити на различите начине, укључујући и прописе кривичне одговорности за несавесно лечење или пружање медицинске помоћи. Зато се постојање несавесног лечења и степен несавесност мора Кривичним законом прецизно утврдити и дефинисати. Да би се то постигло мора се у сваком конкретном случају приступити крајње одговорно и темељно, како ради заштите здравља лица коме се лекарска помоћ указује, тако и ради зашто лекара који може бити позван на кривичну одговорност, а да за то не постоје ваљани разлози.
Међутим судска пракса је показала да би стриктно поступање лекара по одређеним правилима медицинске струке и науке у сваком случају, могло да доведе до погоршања здравственог стања неког лица, па се у оваквим случајевима може поставити питање одговорности лекара, тј. да ли је у конкретном случају (одступајући од уобичајене праксе) лекар неадекватно поступио с обзиром на специфично стање здрваља конкретног лица.

## Дело и казна у медицинском праву
Најчешћа кривична дела против здравља људи, а у вези са несавесним или погрешним лечењем пацијената су:
- несавесно лечење болесника,
- противправно вршење медицинских експеримената и испитивање лека,
- неуказивање лекарске помоћи,
- неблаговремено указивање лекарске помоћи,
- надрилекарство и надриапотекарство.

Да би несавесно лечење постало кривично дело неопходно је да постоји (односно да је утврђена), веза између несавесне радње лекара, односно доктора медицине или доктора стоматологије (или другог здравственог радника) током здравствене делатности и погоршања здравственог стања лица коме је указана медицинска помоћ. То значи да оштећено лице може бити здраво или болесно, тј да је стање његовог здравља погоршано услед несавесног поступака лекара (или другог здравственог радника).
Уколико је лекар током обављања своје делатности несавесно лечио болесника, али при томе нису настале никакве штетне последице по његово здравствено стање, односно његово здравствено стање није погоршано, нема овог кривичног дела.
Са друге стране, ако је лекар несавесно лечио болесника, па се његово здравствено стање погоршало, али не услед несавесног лечња, већ из сасвим других разлога, опет нема овог кривичног дела.
Иако је у судској пракси чешћи случај да се дело несавесног пружања лекарске или друге медицинске помоћи врши из нехата (било свесног или несвесног), законодавац је инкриминисао кривично дело несавесног лечења као дело које извршилац може извршити и са умишљајем. При томе се разуме да извршилац приликом пружања лекарске помоћи има свест о томе да очигледно поступа противно правилима медицинске науке и струке.
Такође умишљај мора да обухвати и свест да се при пружању медицинске помоћи и неге или при вршењу друге здравствене делатности поступа оцигледно супротно правилима медицинске струке и вештине и да услед тога може доћи до погоршања здравственог стања неког лица, а он то хоће или на то пристаје. То се односи на све облике несавесног поступања лекара, дакле и при примени неподобног средства, непоостојећег начина лечења или непримењивање одговарајућих хигијенских мера.
Казна за несавесно Пружање лекарске помоћи због кога је наступило погоршање здраственог стања неког лица различито је у појединим кривичним законодавством земаља света. На пример у Кривичном законику Републике Србије, наведено је
| „ | ...да се лекар који очигледно несавесно поступа и тиме проузрокује погоршање здравственог стања неког лица, казни затвором од три месеца до три године. Други здравствени радник који при пружању медицинске помоћи или неге или при вршењу друге здравствене делатности очигледно несавесно поступа и при томе, такође проузрокује погоршање здравственог стања неког лица, казниће се истом казном као и лекар приликом несавесног пружања лекарске помоћи. | ” |

## Савесно, несавесно и нестручно лечење (разлике)
Статут и кодекс Лекарске коморе Србије у члану 48. поставља јасну разлику између савесног несавесног и нестручног исхода лечења са једне стране, и нежељеног исхода лечења са друге стране. Ово је темељни принцип на коме се заснива могућа одговорност лекара за исход лечења.
Под појмом савесно лечење подразумева се свестрани и потпун однос између лекара и пацијената у току лечења. Лекар не може да одговара за неповољне ефекте лечења пацијента ако је своју праксу вршио крајње коректно, свестрано и савестно уз стриктно поштовање оквирних стандарда своје професије. Лако је уочити да су свестрани коректни и потпун однос и дужна пажња лекара врло променљиве величине које се тешко могу конкретизовати и измерити или проценити у сваком конкретном случају, а још мање уопштавати.
| „ | „Још теже је њихово правно тумачење у смислу кривичне одговорности, или евентуалне противправне одштете.“ | ” |

Свака болест, медицинска процедура, или операција имају и свој релативно стални проценат неповољног исхода лечења, који не зависе чак и од оптималних стандарда медицинске професије. Овај проценат може да се повећа, у зависности од многобројних дешавања у току процеса лечења. Разлог за ово треба тражити у несавршености како медицине, тако и људског бића, али и у неуједначеним материјалним и другим условима у којима лекар обавља своју праксу.
Потешкоће у утврђивању кривичне одговорности за несавесно лечење могу настати и услед погрешне одлуке у избору начина лечења. Наиме, иако се пружање лекарске помоћи врши на основу и у складу са актуелним стањем науке, актуелним сазнањима, ипак постоји и слобода лекара у погледу начина лечења, па се може рећи и да је:
| „ | „Лекарска грешка без сумње и саставни део медицинске праксе. Од ње нису имуна ни најразвијенија друштва, а парадоксална је чињеница да су у високо развијеним здравственим системима лекарске грешке можда чак и чешће него у земљама посткомунистичких друштава“ | ” |

На срећу, грубе грешке лекара у Србији, због несавесног лечења су веома ретке, и много чешће настају као резултат системских проблема у здравству и/или неизбежног неповољног исхода лечења.
| „ | „Грешке су саставни део наших стандарда, (мал)праксе и (не)реалних околности у којима се та пракса одвија. Зато се одвајање „жита од кукоља“ треба спровести у самом систему друштва, а не међу докторима.“ | ” |

## Потешкоће у утврђивању одговорности за насталу грешку
У практичном смислу, поред утврђивања кривичне одговорности лекара јављају се и друге тешкоће, које, понекад могу да релативизују или чак искључи њихову одговорност.
Наиме да би постојало кривично дело несавесног пружања лекарске помоћи мора постојати узрочна веза између несавесне радње лекара у пружању лекарске помоћи и погоршање здравственог стања лица коме је та помоћ указана. Нагласак је, дакле, на могуће последице које настају овим кривичним делом и састоје се од погоршања здравственог стања лица коме је помоћ указана.
Да би могло да се говори о кривичној одговорности лекара за несавесно лечење потребно је најпре утврдити шта се подразумева под погоршањем здравственог стања. Здравствено стање је погоршано:
- уколико је успех лечења незадовољавајући,
- уколико је време потребно за оздрављење непотребно продужено,
- уколико је здравствено стање леченог неповољније у односу на моменат када је пацијенту започето пружање лекарске помоћи.

У пракси је много лакше утврдити фактичко стање лица коме је указивана лекарска помоћ, док проблеми настају када желимо да установимо праве узроке који су довели до погоршања његовог здравственог стања. Наиме, и поред најсавеснијег ангажовања лекара и предузетих мера испитивања, није увек могућно благовремено поставити тачну дијагнозу болести. Постоји клиничка слика, односно симптоми који су (нпр код инфективних болести), веома слични или чак идентични. Са друге стране, постоје и одређене болести који се манифестују на атипичан начин, када и искусан лекар може поставити погрешну дијагнозу из које може проистећи и погрешно лечење.

## Када се може покренути тужба за несавесно лечење
Тужба за несавесно или погрешно лечење и небригу може се поднети ако је здравље пацијента нарушено због пропуста лекара (другог медицинског особља) да се предузме оно што је потребно у току лечења као и због предузимања погрешног или неразумног поступка лечења:
| „ | Укратко, ако је доктор поставио погрешну дијагнозу, а то је погоршало исход лечења или на њега битно утицало, ако је пацијент телесно или емотивно повређен током професионалног лечења, ако су спроведени над њим захвати без његове сагласности, ако је превелики део тела хируршки уклоњен или је у пацијентовом телу остављен део опреме - то су разлози за тужбу. | ” |